# Мильцано
Мильцано (итал. Milzano) — коммуна в Италии, в провинции Брешиа области Ломбардия.
Население составляет 1483 человека (2008 г.), плотность населения составляет 185 чел./км². Занимает площадь 8 км². Почтовый индекс — 25020. Телефонный код — 030.
Покровителем коммуны почитается священномученик Власий Севастийский (San Biagio), празднование 3 февраля.

## Демография
Динамика населения:

## Администрация коммуны
- Официальный сайт: